# Argia
Argia là một chi chuồn chuồn kim trong họ Coenagrionidae.

## Các loài
Argia gồm 113 loài:
- Argia adamsi Calvert, 1902
- Argia agrioides Calvert, 1895
- Argia alberta Kennedy, 1918
- Argia albistigma Hagen in Selys, 1865
- Argia anceps Garrison, 1996
- Argia apicalis (Say, 1840)
- Argia barretti Calvert, 1902
- Argia bicellulata (Calvert, 1909)
- Argia bipunctulata Hagen, 1861
- Argia botacudo  Calvert, 1909
- Argia calida (Hagen, 1861)
- Argia carlcooki Daigle, 1995
- Argia chapadae Calvert, 1909
- Argia chelata Calvert, 1902
- Argia claussenii Selys, 1865
- Argia collata Selys, 1865
- Argia concinna (Rambur, 1842)
- Argia croceipennis Selys, 1865
- Argia cupraurea Calvert, 1902
- Argia cuprea (Hagen, 1861)
- Argia cyathigera Navás, 1934
- Argia deami Calvert, 1902
- Argia difficilis Selys, 1865
- Argia dives Förster, 1914
- Argia eliptica Selys, 1865
- Argia emma Kennedy, 1916
- Argia euphorbia Fraser, 1946
- Argia extranea (Hagen, 1861)
- Argia fissa Selys, 1865
- Argia fraudatricula Förster, 1914
- Argia frequentula Calvert, 1907
- Argia fulgida Navás, 1934
- Argia fumigata Hagen in Selys, 1865
- Argia fumipennis (Burmeister, 1839)
- Argia funcki (Selys, 1854)
- Argia funebris (Hagen, 1861)
- Argia garrisoni Daigle, 1991
- Argia gaumeri Calvert, 1907
- Argia gerhardi Calvert, 1909
- Argia hamulata Fraser, 1946
- Argia harknessi Calvert, 1899
- Argia hasemani Calvert, 1909
- Argia herberti Calvert, 1902
- Argia hinei Kennedy, 1918
- Argia huanacina Förster, 1914
- Argia immunda (Hagen, 1861)
- Argia impura Rambur, 1842
- Argia inculta Hagen in Selys, 1865
- Argia indicatrix Calvert, 1902
- Argia indocilis Navás, 1934
- Argia infrequentula Fraser, 1946
- Argia infumata Selys, 1865
- Argia insipida Hagen in Selys, 1865
- Argia iralai Calvert, 1909
- Argia jocosa Hagen in Selys, 1865
- Argia joergenseni Ris, 1913
- Argia johannella Calvert, 1907
- Argia jujuya Ris, 1916
- Argia kokama Calvert, 1909
- Argia lacrimans (Hagen, 1861)
- Argia leonorae Garrison, 1994
- Argia lilacina Selys, 1865
- Argia limitata Navás, 1924
- Argia lugens (Hagen, 1861)
- Argia medullaris Hagen in Selys, 1865
- Argia mishuyaca Fraser, 1946
- Argia modesta Selys, 1865
- Argia moesta (Hagen, 1861)
- Argia mollis Hagen in Selys, 1865
- Argia munda Calvert, 1902
- Argia nahuana Calvert, 1902
- Argia nigrior Calvert, 1909
- Argia oculata Hagen in Selys, 1865
- Argia oenea Hagen in Selys, 1865
- Argia orichalcea Hagen in Selys, 1865
- Argia pallens Calvert, 1902
- Argia percellulata Calvert, 1902
- Argia pima Garrison, 1994
- Argia pipila Calvert, 1907
- Argia plana Calvert, 1902
- Argia pocomana Calvert, 1907
- Argia popoluca Calvert, 1902
- Argia pulla Hagen in Selys, 1865
- Argia reclusa Selys, 1865
- Argia rectangula Navás, 1920
- Argia rhoadsi Calvert, 1902
- Argia rogersi Calvert, 1902
- Argia rosseri Tennessen, 2002
- Argia sabino Garrison, 1994
- Argia sedula (Hagen, 1861)
- Argia serva Hagen in Selys, 1865
- Argia smithiana Calvert, 1909
- Argia sordida Hagen in Selys, 1865
- Argia subapicalis Calvert, 1909
- Argia talamanca Calvert, 1907
- Argia tamoyo Calvert, 1909
- Argia tarascana Calvert, 1902
- Argia telesfordi Meurgey, 2009
- Argia terira Calvert, 1907
- Argia tezpi Calvert, 1902
- Argia thespis Hagen in Selys, 1865
- Argia tibialis (Rambur, 1842)
- Argia tinctipennis Selys, 1865
- Argia tonto Calvert, 1902
- Argia translata Hagen in Selys, 1865
- Argia tupi Calvert, 1909
- Argia ulmeca Calvert, 1902
- Argia underwoodi Calvert, 1907
- Argia variabilis Selys, 1865
- Argia variata Navás, 1935
- Argia variegata Förster, 1914
- Argia vivida Hagen in Selys, 1865
- Argia westfalli Garrison, 1996

## Hình ảnh

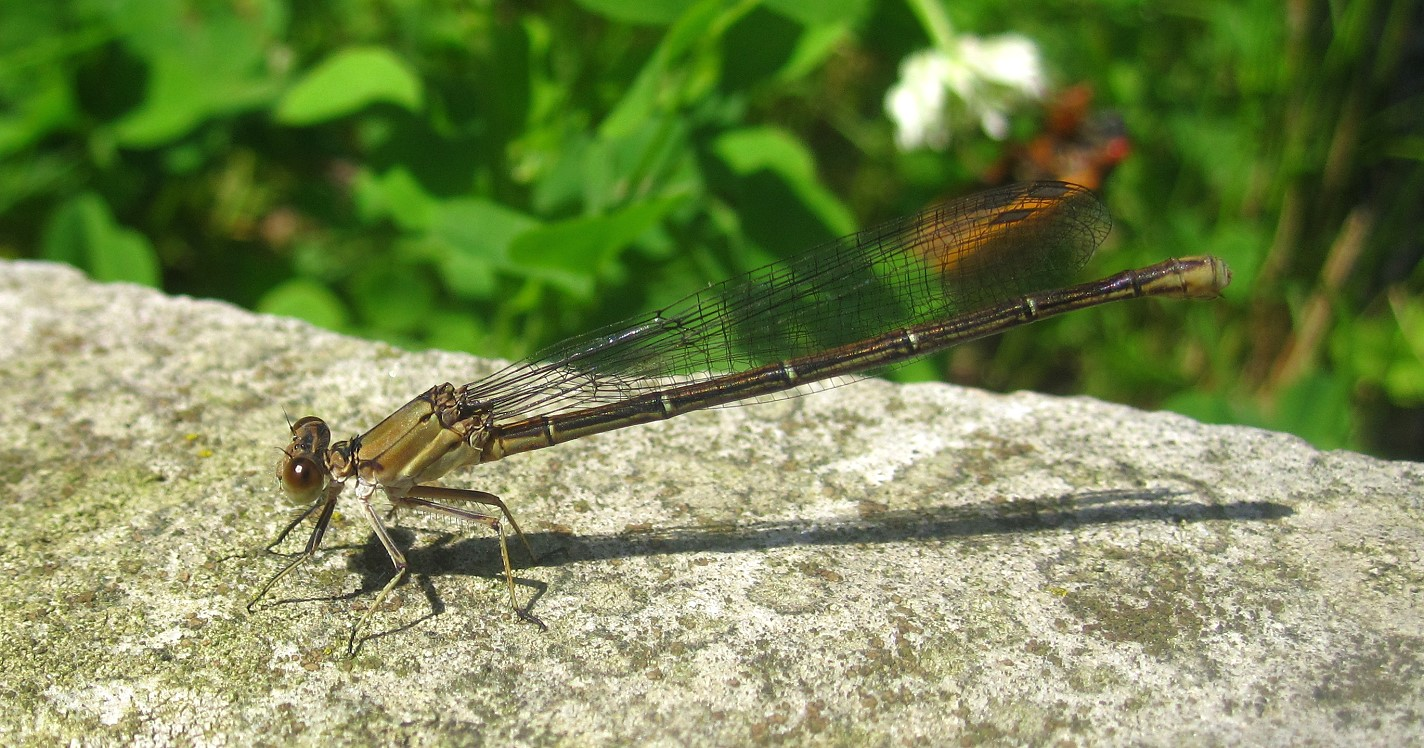
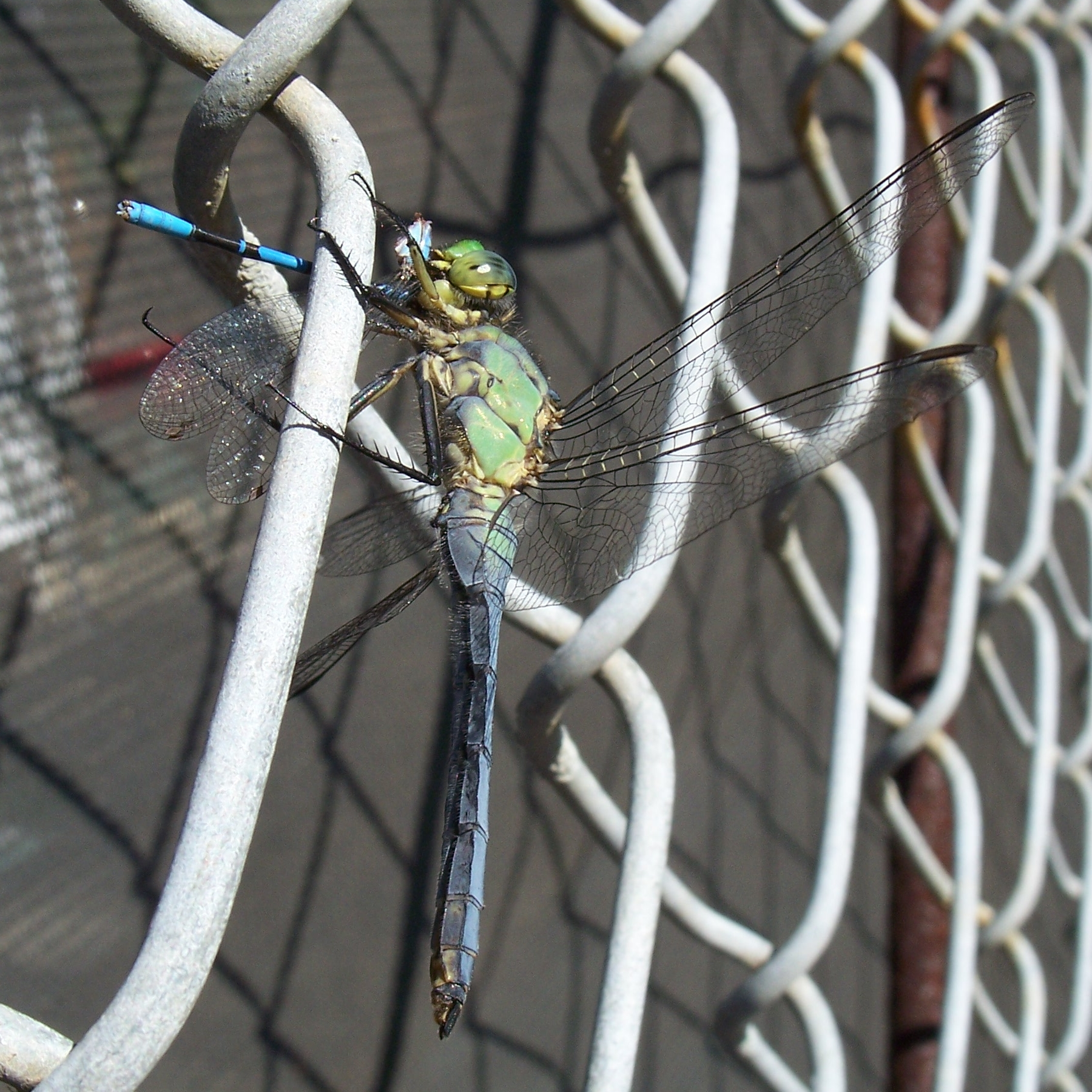
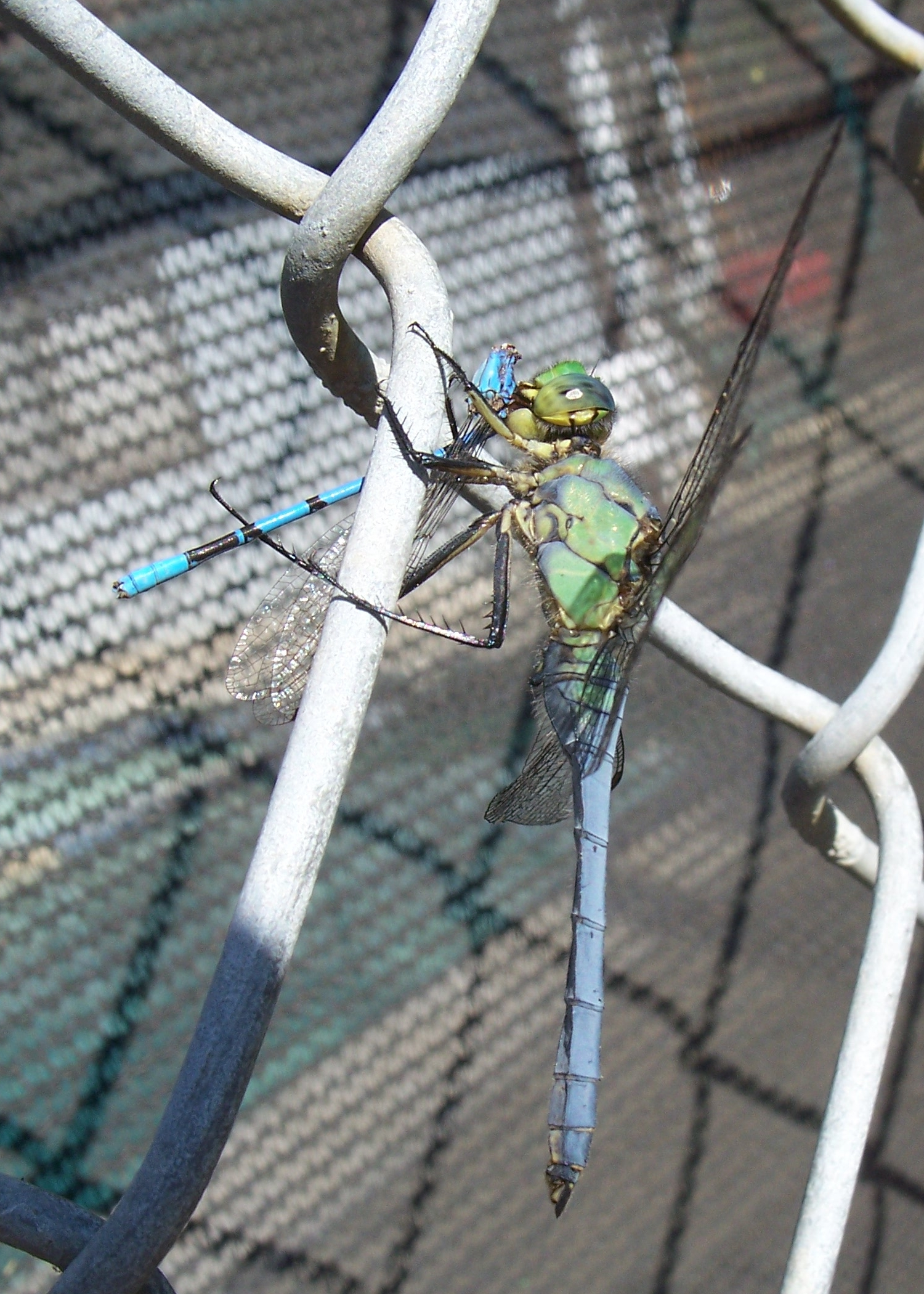
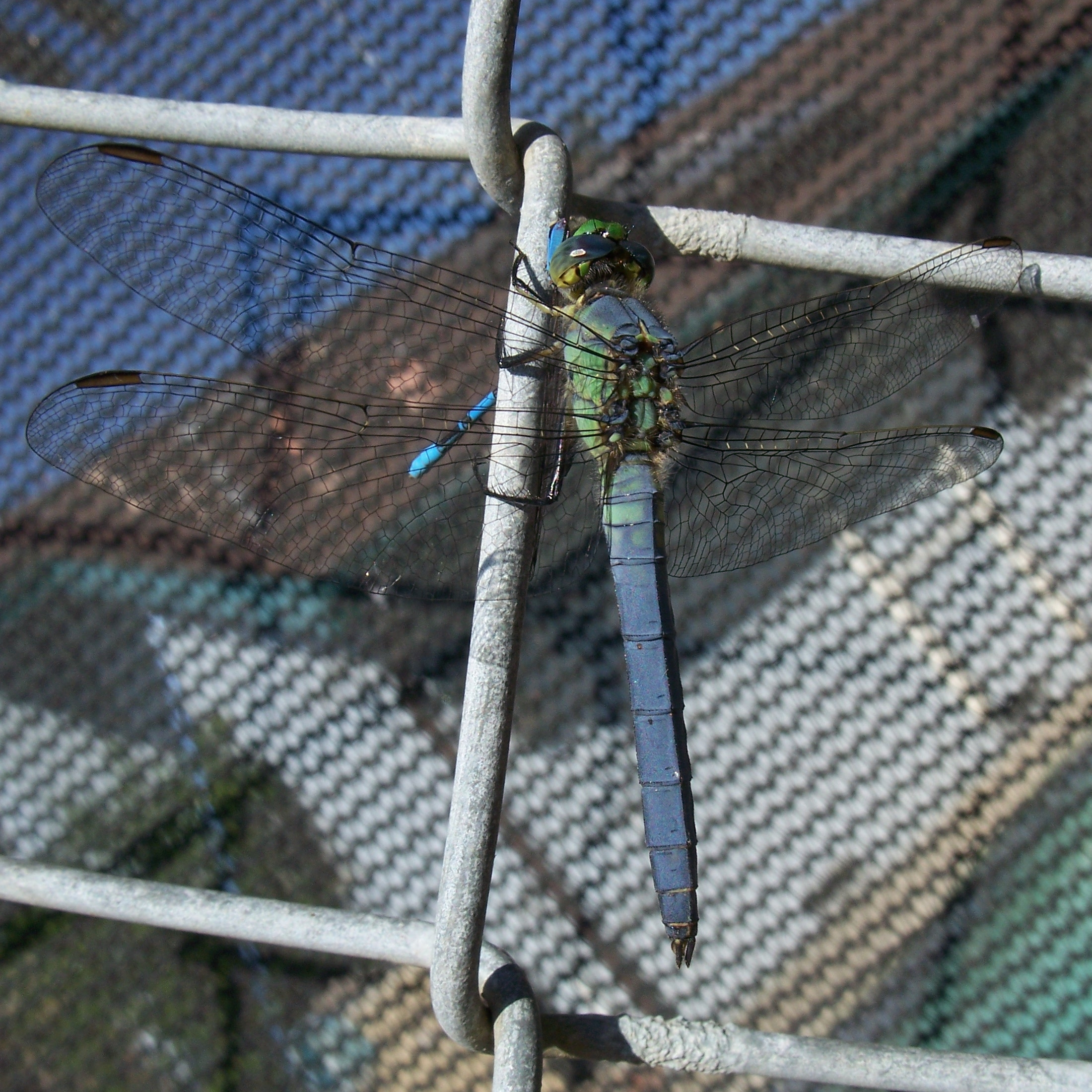